# Temporada da NHL de 1976–77
A temporada da NHL de 1976–77 foi a 60.ª temporada da National Hockey League (NHL). Dezoito times jogaram 80 jogos. Desde a mudança do Ottawa Senators em 1934, quando se tornou St. Louis Eagles, nenhum time da NHL havia mudado de cidade. Este ano viu não apenas uma, mas duas relocações de times. O Kansas City Scouts mudou para Denver, e se tornou o Colorado Rockies e o California Golden Seals transferiu-se para Cleveland, virando o Cleveland Barons. A instabilidade, junto com as pobres performances do Washington Capitals e dos Scouts desde a expansão de 1974, fez com que a liga desistisse de uma expansão para Denver e Seattle que havia sido proposta para esta temporada.
O Montreal Canadiens mais uma vez dominou os playoffs, já que, pelo segundo ano consecutivo, eles surraram seu oponente por 4-0 na série final da Stanley Cup.
Essa temporada foi a última de Clarence Campbell como Presidente da NHL. Ele foi sucedido po John Ziegler.

## Temporada Regular
A temporada anterior viu o Montreal Canadiens estabelecer novos recordes de vitórias e pontos. Ambos os recordes foram quebrados novamente pelos the Canadiens nesta temporada, pois, com a segunda melhor porcentagem de vitórias na história da NHL, eles tiveram 60 vitórias e 132 pontos. Seu desempenho em casa foi de impressionantes 33 vitórias, 1 derrota e 6 empates. Marcando inesquecíveis duzendos gols a mais do que sofreram, os Canadiens ficaram 20 pontos à frente do segundo colocado Philadelphia Flyers. Os Flyers, todavia, foram suerrados em quatro jogos seguidos pelo terceiro colocado Boston Bruins nas semifinais. Os Bruins também foram batidos em quatro jogos seguidos para os Canadiens nas finais.

### Marcas
Em 2 de fevereiro de 1977, o defensor do Toronto Maple Leafs Ian Turnbull tornou-se o primeiro jogador na história da NHL a marcar cinco gols em cinco finalizações.

### Classificação Final
Nota: PJ = Partidas Jogadas, V = Vitórias, D = Derrotas, E = Empates, Pts = Pontos, GP = Gols Pró, GC = Gols Contra,PEM=Penalizações em Minutos 

Times que se classificaram aos play-offs estão destacados em negrito

#### Conferência Príncipe de Gales
| Divisão Adams       | J  | V  | D  | E  | Pts | GP  | GC  | PEM  |
| ------------------- | -- | -- | -- | -- | --- | --- | --- | ---- |
| Boston Bruins       | 80 | 49 | 23 | 8  | 106 | 312 | 240 | 1065 |
| Buffalo Sabres      | 80 | 48 | 24 | 8  | 104 | 301 | 220 | 848  |
| Toronto Maple Leafs | 80 | 33 | 32 | 15 | 81  | 301 | 285 | 1200 |
| Cleveland Barons    | 80 | 25 | 42 | 13 | 63  | 240 | 292 | 1011 |

| Divisão Norris      | J  | V  | D  | E  | Pts | GP  | GC  | PEM  |
| ------------------- | -- | -- | -- | -- | --- | --- | --- | ---- |
| Montreal Canadiens  | 80 | 60 | 8  | 12 | 132 | 387 | 171 | 764  |
| Los Angeles Kings   | 80 | 34 | 31 | 15 | 83  | 271 | 241 | 1186 |
| Pittsburgh Penguins | 80 | 34 | 33 | 13 | 81  | 240 | 252 | 669  |
| Washington Capitals | 80 | 24 | 42 | 14 | 62  | 221 | 307 | 1231 |
| Detroit Red Wings   | 80 | 16 | 55 | 9  | 41  | 183 | 309 | 1332 |

#### Conferência Clarence Campbell
| Divisão Patrick     | J  | V  | D  | E  | Pts | GP  | GC  | PEM  |
| ------------------- | -- | -- | -- | -- | --- | --- | --- | ---- |
| Philadelphia Flyers | 80 | 48 | 16 | 16 | 112 | 323 | 213 | 1547 |
| New York Islanders  | 80 | 47 | 21 | 12 | 106 | 288 | 193 | 1012 |
| Atlanta Flames      | 80 | 34 | 34 | 12 | 80  | 264 | 265 | 889  |
| New York Rangers    | 80 | 29 | 37 | 14 | 72  | 272 | 310 | 1164 |

| Divisão Smythe        | J  | V  | D  | E  | Pts | GP  | GC  | PEM  |
| --------------------- | -- | -- | -- | -- | --- | --- | --- | ---- |
| St. Louis Blues       | 80 | 32 | 39 | 9  | 73  | 239 | 276 | 877  |
| Minnesota North Stars | 80 | 23 | 39 | 18 | 64  | 240 | 310 | 774  |
| Chicago Black Hawks   | 80 | 26 | 43 | 11 | 63  | 240 | 298 | 1104 |
| Vancouver Canucks     | 80 | 25 | 42 | 13 | 63  | 235 | 294 | 1078 |
| Colorado Rockies      | 80 | 20 | 46 | 14 | 54  | 226 | 307 | 978  |

### Artilheiros
PJ = Partidas Jogadas, G = Gols, A = Assistências, Pts = Pontos, PEM = Penalizações em Minutos
| Jogador           | Time                  | PJ | G  | A  | Pts | PEM |
| ----------------- | --------------------- | -- | -- | -- | --- | --- |
| Guy Lafleur       | Montreal Canadiens    | 80 | 56 | 80 | 136 | 20  |
| Marcel Dionne     | Los Angeles Kings     | 80 | 53 | 69 | 122 | 12  |
| Steve Shutt       | Montreal Canadiens    | 80 | 60 | 45 | 105 | 28  |
| Rick MacLeish     | Philadelphia Flyers   | 79 | 49 | 48 | 97  | 42  |
| Gilbert Perreault | Buffalo Sabres        | 80 | 39 | 56 | 95  | 30  |
| Tim Young         | Minnesota North Stars | 80 | 29 | 66 | 95  | 58  |
| Jean Ratelle      | Boston Bruins         | 78 | 33 | 61 | 94  | 22  |
| Lanny McDonald    | Toronto Maple Leafs   | 80 | 46 | 44 | 90  | 77  |
| Darryl Sittler    | Toronto Maple Leafs   | 73 | 38 | 52 | 90  | 89  |
| Bobby Clarke      | Philadelphia Flyers   | 80 | 27 | 63 | 90  | 71  |

### Goleiros Líderes
PJ = Partidas Jogadas, MJ=Minutos Jogados, GC = Gols Contra, TG = Tiros ao Gol, MGC = Média de gols contra, V = Vitórias, D = Derrotas, E = Empates, SO = Shutouts
| Player           | Team                | PJ | MJ   | GC  | MGC  | V  | D  | E  | SO |
| ---------------- | ------------------- | -- | ---- | --- | ---- | -- | -- | -- | -- |
| Michel Larocque  | Montreal Canadiens  | 26 | 1525 | 53  | 2.09 | 19 | 2  | 4  | 4  |
| Ken Dryden       | Montreal Canadiens  | 56 | 3275 | 117 | 2.14 | 41 | 6  | 8  | 10 |
| Chico Resch      | N.Y. Islanders      | 46 | 2711 | 103 | 2.28 | 26 | 13 | 6  | 4  |
| Billy Smith      | N.Y. Islanders      | 36 | 2089 | 98  | 2.50 | 21 | 8  | 6  | 2  |
| Don Edwards      | Buffalo Sabres      | 25 | 1480 | 62  | 2.51 | 16 | 7  | 2  | 2  |
| Gerry Desjardins | Buffalo Sabres      | 49 | 2871 | 126 | 2.63 | 31 | 12 | 6  | 3  |
| Bernie Parent    | Philadelphia Flyers | 61 | 3525 | 159 | 2.71 | 35 | 13 | 12 | 5  |
| Rogatien Vachon  | L.A. Kings          | 68 | 4059 | 184 | 2.72 | 33 | 23 | 12 | 8  |
| Denis Herron     | Pittsburgh Penguins | 34 | 1920 | 94  | 2.94 | 15 | 11 | 5  | 1  |
| Dunc Wilson      | Pittsburgh Penguins | 45 | 2627 | 129 | 2.95 | 18 | 19 | 8  | 5  |

## Playoffs

### Estrutura dos playoffs
Para os playoffs da Stanley Cup de 1976-77, os três melhores times de cada divisão garantiram vagas nos playoffs. Estes doze times foram então ranqueados de 1 a 12 de acordo com seu desempenho na temporada regular, não respectivos à afiliação divisional. Os quatro vencedores das divisões automaticamente classificaram-se para as quartas-de-final, enquanto os oito times restantes (2º e 3º de cada divisão) jogaram uma fase preliminar. Para esta Fase preliminar, o time melhor ranqueado enfrentou o 12º, enquanto o segundo melhor ranqueado enfrentou o 11º. O terceiro melhor não campeão de Divisão enfrentou o de terceiro pior desempenho (este não necessariamente deveria ser o 10º de melhor desempenho, já que era possível para um décimo colocado vencer sua divisão. De fato, St. Louis venceu a Divisão Smythe como o time de 10º melhor desempenho). Os dois times não vencedores de divisão restantes formaram o quarto pareamento. A fase preliminar consistiu em uma série melhor-de-três com o primeiro jogo disputado na casa do9 time de melhor ranqueamento, e o segundo na casa do pior colocado. Se um terceiro e decisivo jogo fosse necessário, ele seria disputado na casa da equipe melhor classificada. 
Para as quartas-de-final, semifinais e final, cada série foi uma melhor-de-sete, com a vantagem de jogar em casa nos jogos 1, 2, 5 e 7 para a equipe com melhor desempenho na temporada regular. O outro time foi sede dos jogos 3 e 4, e do jogo 6 se ele fosse necessário.
Os quatro vencedores da fase preliminar juntaram-se aos quatro vencedores de divisão para uma fase de quartas-de-final que consistiu em série melhor-de-sete. Os confrontos foram determinados de acordo com o desempenho na temporada regular, independente das afiliações em divisões. Dos oito times restantes, o melhor ranqueado enfrentou o pior; o segundo melhor disputou com o segundo pior, etc.
os quatro vencedores das quartas-de-final avançaram às semifinais, com os confrontos novamente determinados pelo desempenho na temporada regular. O time melhbor ranqueado enfrentou a equipe pior ranqueada restante, e os outros dois times formaram o segundo confronto. 
Os dois vencedores das semifinais se enfrentaram nas finais da Stanley Cup.

## Playoffs

### Tabela dos Playoffs
|  | Fase preliminar | Fase preliminar       | Fase preliminar     |                     |                    | Quartas-de-final   | Quartas-de-final | Quartas-de-final   |   |   | Semifinais          | Semifinais | Semifinais |  |   | Final da Stanley Cup | Final da Stanley Cup | Final da Stanley Cup |
|  |                 |                       |                     |                     |                    |                    |                  |                    |   |   |                     |            |            |  |   |                      |                      |                      |
|  |                 |                       |                     |                     |                    |                    |                  |                    |   |   |                     |            |            |  |   |                      |                      |                      |
|  |                 | 1                     | Montreal Canadiens  | 4                   |                    |                    |                  |                    |   |   |                     |            |            |  |   |                      |                      |                      |
|  |                 |                       |                     | 4                   |                    |                    |                  |                    |   |   |                     |            |            |  |   |                      |                      |                      |
|  |                 |                       | 10                  | St. Louis Blues     | 0                  |                    |                  |                    |   |   |                     |            |            |  |   |                      |                      |                      |
|  |                 |                       | 10                  | St. Louis Blues     | 0                  |                    |                  |                    |   |   |                     |            |            |  |   |                      |                      |                      |
|  |                 |                       |                     |                     |                    |                    |                  |                    |   |   |                     |            |            |  |   |                      |                      |                      |
|  |                 |                       |                     |                     |                    |                    |                  |                    |   |   |                     |            |            |  |   |                      |                      |                      |
|  |                 |                       |                     |                     |                    |                    | 1                | Montreal Canadiens | 4 |   |                     |            |            |  |   |                      |                      |                      |
|  |                 |                       |                     |                     |                    |                    |                  |                    | 4 |   |                     |            |            |  |   |                      |                      |                      |
|  |                 | 4                     | New York Islanders  | 2                   |                    |                    |                  |                    |   |   |                     |            |            |  |   |                      |                      |                      |
|  | 4               | 4                     | New York Islanders  | 2                   | New York Islanders | 2                  |                  |                    |   |   |                     |            |            |  |   |                      |                      |                      |
|  | 4               |                       |                     |                     | New York Islanders | 2                  |                  |                    |   |   |                     |            |            |  |   |                      |                      |                      |
|  | 12              | Chicago Black Hawks   | 0                   |                     |                    |                    |                  |                    |   |   |                     |            |            |  |   |                      |                      |                      |
|  | 12              | Chicago Black Hawks   | 0                   |                     | 4                  | New York Islanders | 4                |                    |   |   |                     |            |            |  |   |                      |                      |                      |
|  |                 |                       |                     |                     | 4                  | New York Islanders | 4                |                    |   |   |                     |            |            |  |   |                      |                      |                      |
|  |                 |                       | 5                   | Buffalo Sabres      | 0                  |                    |                  |                    |   |   |                     |            |            |  |   |                      |                      |                      |
|  | 5               | Buffalo Sabres        | 5                   | Buffalo Sabres      | 0                  | 2                  |                  |                    |   |   |                     |            |            |  |   |                      |                      |                      |
|  | 5               | Buffalo Sabres        |                     |                     |                    | 2                  |                  |                    |   |   |                     |            |            |  |   |                      |                      |                      |
|  | 11              | Minnesota North Stars | 0                   |                     |                    |                    |                  |                    |   |   |                     |            |            |  |   |                      |                      |                      |
|  | 11              | Minnesota North Stars | 0                   |                     |                    |                    |                  |                    |   |   |                     |            |            |  | 1 | Montreal Canadiens   | 4                    |                      |
|  |                 |                       |                     |                     |                    |                    |                  |                    |   |   |                     |            |            |  | 1 | Montreal Canadiens   | 4                    |                      |
|  |                 | 3                     | Boston Bruins       | 0                   |                    |                    |                  |                    |   |   |                     |            |            |  |   |                      |                      |                      |
|  |                 | 3                     | Boston Bruins       | 0                   |                    |                    |                  |                    |   |   |                     |            |            |  |   |                      |                      |                      |
|  |                 |                       |                     |                     |                    |                    |                  |                    |   |   |                     |            |            |  |   |                      |                      |                      |
|  |                 |                       |                     |                     |                    |                    |                  |                    |   |   |                     |            |            |  |   |                      |                      |                      |
|  |                 | 2                     | Philadelphia Flyers | 4                   |                    |                    |                  |                    |   |   |                     |            |            |  |   |                      |                      |                      |
|  |                 |                       |                     | 4                   |                    |                    |                  |                    |   |   |                     |            |            |  |   |                      |                      |                      |
|  |                 |                       | 8                   | Toronto Maple Leafs | 2                  |                    |                  |                    |   |   |                     |            |            |  |   |                      |                      |                      |
|  | 7               | Pittsburgh Penguins   | 8                   | Toronto Maple Leafs | 2                  | 1                  |                  |                    |   |   |                     |            |            |  |   |                      |                      |                      |
|  | 7               | Pittsburgh Penguins   |                     |                     |                    | 1                  |                  |                    |   |   |                     |            |            |  |   |                      |                      |                      |
|  | 8               | Toronto Maple Leafs   | 2                   |                     |                    |                    |                  |                    |   |   |                     |            |            |  |   |                      |                      |                      |
|  | 8               | Toronto Maple Leafs   | 2                   |                     |                    |                    |                  |                    |   | 2 | Philadelphia Flyers | 0          |            |  |   |                      |                      |                      |
|  |                 |                       |                     |                     |                    |                    |                  |                    |   | 2 | Philadelphia Flyers | 0          |            |  |   |                      |                      |                      |
|  |                 | 3                     | Boston Bruins       | 4                   |                    |                    |                  |                    |   |   |                     |            |            |  |   |                      |                      |                      |
|  |                 | 3                     | Boston Bruins       | 4                   |                    |                    |                  |                    |   |   |                     |            |            |  |   |                      |                      |                      |
|  |                 |                       |                     |                     |                    |                    |                  |                    |   |   |                     |            |            |  |   |                      |                      |                      |
|  |                 |                       |                     |                     |                    |                    |                  |                    |   |   |                     |            |            |  |   |                      |                      |                      |
|  |                 | 3                     | Boston Bruins       | 4                   |                    |                    |                  |                    |   |   |                     |            |            |  |   |                      |                      |                      |
|  |                 |                       |                     | 4                   |                    |                    |                  |                    |   |   |                     |            |            |  |   |                      |                      |                      |
|  |                 |                       | 6                   | Los Angeles Kings   | 2                  |                    |                  |                    |   |   |                     |            |            |  |   |                      |                      |                      |
|  | 6               | Los Angeles Kings     | 6                   | Los Angeles Kings   | 2                  | 2                  |                  |                    |   |   |                     |            |            |  |   |                      |                      |                      |
|  | 6               | Los Angeles Kings     |                     |                     |                    | 2                  |                  |                    |   |   |                     |            |            |  |   |                      |                      |                      |
|  | 9               | Atlanta Flames        | 1                   |                     |                    |                    |                  |                    |   |   |                     |            |            |  |   |                      |                      |                      |

## Prêmios da NHL
| Prêmios de 1976-77 da NHL       | Prêmios de 1976-77 da NHL                        |
| ------------------------------- | ------------------------------------------------ |
| Troféu Príncipe de Gales:       | Montreal Canadiens                               |
| Taça Clarence S. Campbell:      | Philadelphia Flyers                              |
| Troféu Art Ross:                | Guy Lafleur, Montreal Canadiens                  |
| Troféu Memorial Bill Masterton: | Ed Westfall, New York Islanders                  |
| Troféu Memorial Calder:         | Willi Plett, Atlanta Flames                      |
| Troféu Conn Smythe:             | Guy Lafleur, Montreal Canadiens                  |
| Troféu Memorial Hart:           | Guy Lafleur, Montreal Canadiens                  |
| Prêmio Jack Adams:              | Scotty Bowman, Montreal Canadiens                |
| Troféu Memorial James Norris:   | Larry Robinson, Montreal Canadiens               |
| Troféu Memorial Lady Byng:      | Marcel Dionne, Los Angeles Kings                 |
| Prêmio Lester B. Pearson:       | Guy Lafleur, Montreal Canadiens                  |
| Prêmio Mais/Menos da NHL:       | Larry Robinson, Montreal Canadiens               |
| Troféu Vezina:                  | Ken Dryden & Michel Larocque, Montreal Canadiens |
| Troféu Lester Patrick:          | John Bucyk, Murray A. Armstrong, John Mariucci   |

### Times das Estrelas
| Primeiro Time                      | Position | Segundo Time                        |
| ---------------------------------- | -------- | ----------------------------------- |
| Ken Dryden, Montreal Canadiens     | G        | Rogie Vachon, Los Angeles Kings     |
| Larry Robinson, Montreal Canadiens | D        | Denis Potvin, New York Islanders    |
| Borje Salming, Toronto Maple Leafs | D        | Guy Lapointe, Montreal Canadiens    |
| Marcel Dionne, Los Angeles Kings   | C        | Gilbert Perreault, Buffalo Sabres   |
| Guy Lafleur, Montreal Canadiens    | RW       | Lanny McDonald, Toronto Maple Leafs |
| Steve Shutt, Montreal Canadiens    | LW       | Rick Martin, Buffalo Sabres         |

## Estreias
O seguinte é uma lista de jogadores importantes que jogaram seu primeiro jogo na NHL em 1976-77 (listados com seu primeiro time, asterisco(*) marca estreia nos play-offs):
- Don Edwards, Buffalo Sabres
- Bob Sauve, Buffalo Sabres
- Reed Larson, Detroit Red Wings
- Brian Engblom*, Montreal Canadiens
- Don Murdoch, New York Rangers
- Bernie Federko, St. Louis Blues
- Brian Sutter, St. Louis Blues
- Randy Carlyle, Toronto Maple Leafs
- Rick Green, Washington Capitals

## Últimos Jogos
O seguinte é uma lista de jogadores importantes que jogaram seu último jogo na NHL em 1976-77 (listados com seu último time):
- Pat Quinn, Atlanta Flames
- Gilles Villemure, Chicago Black Hawks
- Jim Pappin, Cleveland Barons
- Simon Nolet, Colorado Rockies
- Bob Berry, Los Angeles Kings
- Ed Van Impe, Pittsburgh Penguins
- Vic Hadfield, Pittsburgh Penguins
- Barclay Plager, St. Louis Blues
- Roger Crozier, Washington Capitals